# 三浦基裕
三浦 基裕（みうら もとひろ、1957年〈昭和32年〉3月17日 - ）は、日本の政治家、新聞記者。新潟県佐渡市長（1期）、日刊スポーツ新聞社代表取締役社長などを務めた。

## 来歴
新潟県佐渡郡真野町四日町（現・佐渡市四日町）出身。1975年（昭和50年）3月、新潟県立佐渡高等学校卒業。1976年（昭和51年）4月、上智大学文学部新聞学科に入学。1980年（昭和55年）3月、同大学を卒業。同年4月、日刊スポーツ新聞社に就職。主にプロ野球担当記者を務める。
2009年（平成21年）6月、日刊スポーツ新聞社代表取締役社長に就任。2011年（平成23年）6月、同社を退職。2015年（平成27年）5月、一般社団法人佐渡市スポーツ協会常務理事に就任。同年11月、同協会を退職。
2016年（平成28年）4月10日に行われた佐渡市長選挙に無所属で出馬し、現職の甲斐元也を破り初当選した。4月18日、市長就任。選挙の結果は以下のとおり。
※当日有権者数：48,977人 最終投票率：75.07%（前回比：-0.99pts）
| 候補者名 | 年齢 | 所属党派 | 新旧別 | 得票数   | 得票率 | 推薦・支持 |
| -------- | ---- | -------- | ------ | -------- | ------ | ---------- |
| 三浦基裕 | 59   | 無所属   | 新     | 20,703票 | 57.63% |            |
| 甲斐元也 | 70   | 無所属   | 現     | 15,221票 | 42.37% |            |

2020年（令和2年）4月12日に行われた市長選に再選を目指し立候補したが、元市職員の渡辺竜五に敗れ次点で落選した。
※当日有権者数：46,528人 最終投票率：70.92%（前回比：－4.15pts）
| 候補者名   | 年齢 | 所属党派 | 新旧別 | 得票数   | 得票率 | 推薦・支持 |
| ---------- | ---- | -------- | ------ | -------- | ------ | ---------- |
| 渡辺竜五   | 55   | 無所属   | 新     | 11,210票 | 34.35% |            |
| 三浦基裕   | 63   | 無所属   | 現     | 10,576票 | 32.41% |            |
| 藤木則夫   | 63   | 無所属   | 新     | 7,272票  | 22.28% |            |
| 宇治沙耶花 | 38   | 無所属   | 新     | 3,332票  | 10.21% |            |
| 後藤浩昌   | 59   | 無所属   | 新     | 242票    | 0.74%  |            |